# Etnia zhuang
Los zhuang (zhuang estándar: bouxcuengh; en chino simplificado, 壮族; pinyin, zhuàng zú) son un grupo étnico que habita principalmente en la Región Autónoma Zhuang de Guangxi, en la República Popular China. Es uno de los 56 grupos étnicos reconocidos oficialmente en el país. Con una población estimada de dieciocho millones de personas, es la minoría más populosa, detrás de la etnia han. También se encuentran grupos de zhuang en las provincias de Yunnan, Cantón, Guizhou y Hunan.

## Idioma
Entre los zhuang se hablan muchas variedades de las lenguas zhuang pertenecientes a la familia de lenguas tai-kadai. Son idiomas tonales compuesto por seis o más tonos. En cuanto a la escritura, tradicionalmente se escribía con sawndip, un sistema de ideogramas basado en los caracteres chinos. 
Sin embargo, en 1957 se introdujo el alfabeto latino con algunos caracteres especiales para estandarizar la escritura del zhuang. En 1986 se sustituyeron estas letras especiales por letras del alfabeto latino para facilitar la escritura y la utilización de los ordenadores.

## Historia
Los zhuang son un pueblo originario de la región autónoma Zhuang de Guangxi en República Popular China. Los zhuang ya vivían en la región de Guangxi, en el Neolítico, y este punto de vista se ha destacado por una serie de datos arqueológicos.
No existen registros históricos de los zhuang hasta la dinastía Zhou. Los chinos se referían a esta zona como Bai-Yue (los cientos de yue, en referencia a los aborígenes del sudeste de China). El este de Guanxi fue conquistado por los han bajo la dinastía Qin el año 214 a d C. Los han, que reformaron el área, construyeron el canal Ling para unir los ríos Xiang y Lijiang.
Tras la caída de la dinastía Han, un importante flujo de emigrantes yao trajo la inestabilidad a la región. Los yao se negaban a ser asimilados, provocando continuas revueltas, lo que trajo problemas a los zhuang. 

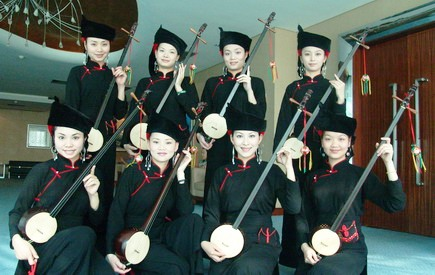
Mujeres artistas zhuang en Longzhou

La dinastía Ming intentó solucionar estos conflictos por la fuerza. Entregó a los líderes zhuang armas para que atacaran a los yao. Pero, una vez la etnia yao fue devastada, los Ming utilizaron estas mismas armas para asesinar a los líderes zhuang. Fue uno de los periodos más sangrientos en la historia de la región.
En 1958, tras siglos de estar bajo el gobierno chino, el pueblo zhuang consiguió su autonomía al establecerse oficialmente la Región Autónoma Zhuang de Guangxi.

## Cultura
En la actualidad, no existen diferencias entre el modo de vestir de los han y de los zhuang. Sin embargo, el traje tradicional de los zhuang tiene un estilo propio. Los hombres visten camisas largas, sin cuello, y cubren su cabeza con telas. Las mujeres utilizan chaquetas abotonadas a la izquierda. También cubren su cabello con telas, generalmente de color negro.
Los bailes de los zhuang tratan sobre temas distintos. Durante el baile, se realizan gestos humorísticos así como otras técnicas para poder mostrar la intensidad de los sentimientos.

## Religión
La mayoría de los zhuang practica el culto a los antepasados. Sin embargo, existen pequeños grupos de cristianos, musulmanes y budistas en la zona de Guangxi.

## Cifras históricas
- Nong Zhigao
- Shi Dakai
- Huang Xianfan